# Під'язикова вена
Під'язикова вена — це вена, яка дренує язик.

## Клінічне значення
Під'язикова вена, як складова системи крововідтоку язика має властивість швидко абсорбувати лікарські речовини (наприклад нітрогліцерин при приступах стенокардії) (Див. Сублінгвальне застосування лікарських засобів).